# خویان-شروچینتا
خویان-شروچینتا (به لهستانی:  Chojane-Sierocięta) یک روستا در لهستان است که در گمینا کولشه کوشچیلنه واقع شده‌است. خویان-شروچینتا ۱۳۰ نفر جمعیت دارد.